# Come to My Window
Come to My Window est une chanson de Melissa Etheridge sortie en tant que deuxième single de son album Yes I Am (en) de 1993. Ce fut la première chanson à connaître un succès après qu'Etheridge eut annoncé publiquement qu'elle était lesbienne. Ayant trouvé des appuis dans le mouvement des droits LGBT, la chanson a été largement diffusée sur les stations de radio, principalement grâce à des demandes d'auditeurs exigeant qu'on la fasse jouer. 
La chanson a fait ses débuts dans le palmarès Billboard dès la première semaine de sa sortie, atteignant la 25e position. La chanson a également été classée au Canada, atteignant la 13e place du classement RPM Top Singles. C'est la deuxième chanson d'Etheridge qui lui a valu un Grammy pour la meilleure performance vocale rock féminine.